# Orzo (alimento)

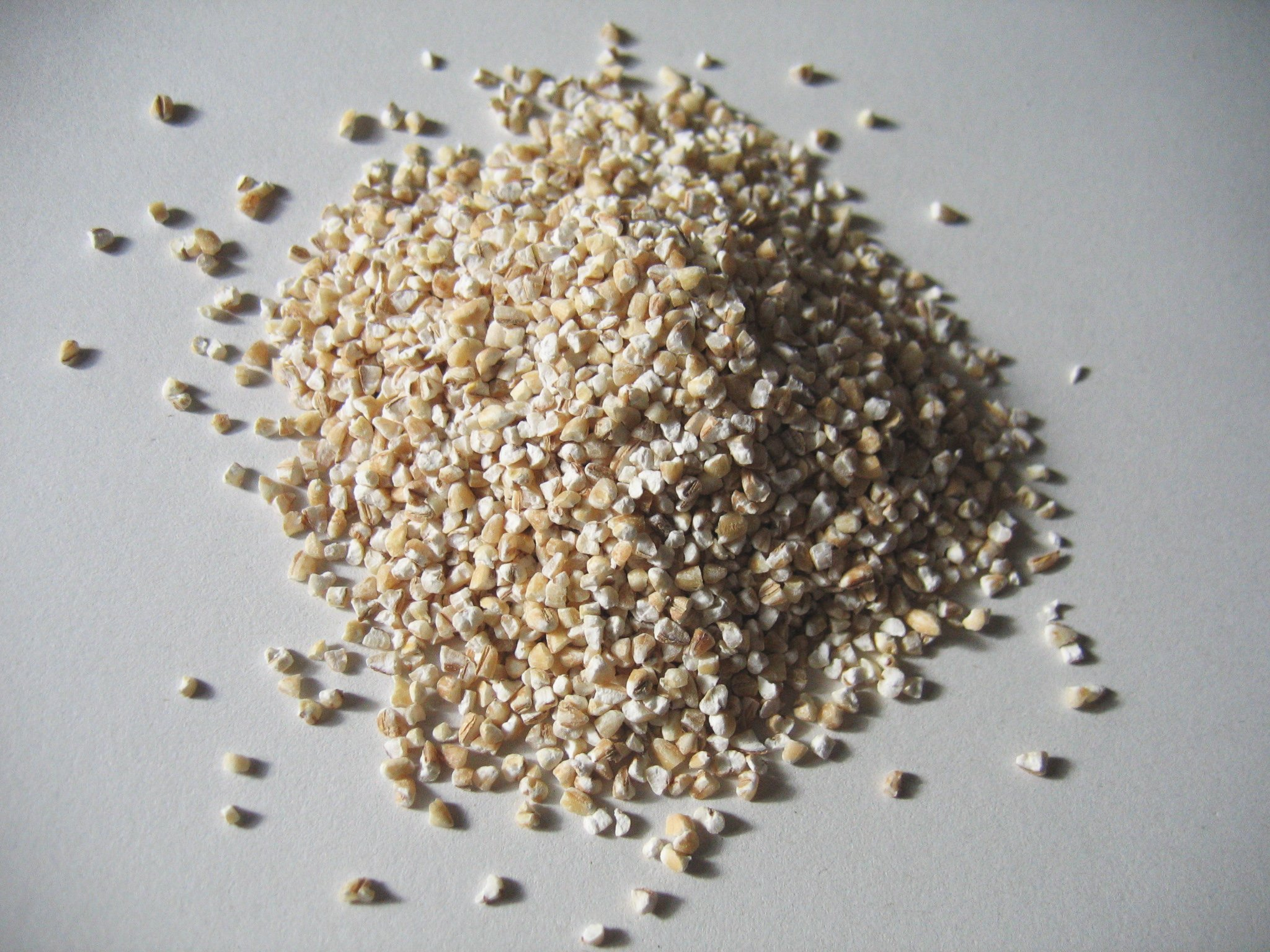
Chicchi d'orzo.

L'orzo è un cereale, impiegato come alimento, ottenuto dalle cariossidi dell'Hordeum vulgare (Graminacee), utilizzate come tali oppure trasformate.

## Storia
L'Hordeum vulgare, da quanto ne sappiamo, era già coltivato in Medio Oriente nel VII millennio a.C. e poi fu diffuso, grazie ai commerci, in tutto il mondo. La resa di questo cereale della famiglia Poaceae, genere Hordeum, è in forte aumento anche se risente ancora della bassa resistenza all'allettamento.
Questo cereale, oltre che per la granella d'alimentazione, viene coltivato per il foraggio, ovvero per l'alimentazione degli animali da allevamento, e inoltre viene utilizzato nell'industria degli alcolici già dai tempi dell'antico Impero romano.

## Caratteristiche
L’orzo è noto per essere l’ingrediente principale della birra e di altre bevande alcoliche, tuttavia, è uno dei cereali più antichi ed era parte fondamentale della dieta dei nostri antenati prima dell’avvento delle farine di grano.
Questo cereale è, insieme al grano, al riso e al mais, tra i più consumati al mondo.
Viene usato da millenni per la produzione del pane, ma è eccellente anche per fare zuppe e insalate. L’orzo contiene più proteine del grano, ma meno glutine. È una eccellente fonte di vitamine del gruppo B. Presenti anche vitamina K e acido folico.

## Utilizzo
In commercio si trovano due tipi di orzo:
L'orzo mondo o mondato o decorticato, che richiede una lunga cottura e un ammollo preventivo.
L'orzo perlato che subisce un processo di raffinazione (simile alla sbiancatura del riso) atto a rimuovere la parte più esterna. Può essere utilizzato senza ammollo preventivo e la cottura è più breve.
L'utilizzo dell'orzo abbraccia diversi settori:

### Alimentazione umana
- La granella è impiegata previa decorticazione o brillatura per preparazione di zuppe da solo o con altri cereali e/o legumi.
- È utilizzato trasformato in farine, nella panificazione, da solo o miscelato con altre farine ma anche per piatti tipici e dolci.
- Macinato grosso si ottengono delle semole grosse adatte a piatti tipici nordafricani simili al cuscus.
- Previa tostatura e macinazione l'orzo è impiegato per preparare il caffè d'orzo e come componente base per la produzione di altre bevande con sapore simile al caffè ma prive di caffeina (tra cui lo yannoh).
- Dalla tostatura dell'orzo si ottengono anche farine fini tostate utilizzate nella preparazione di dolci o pasticcini.
- Tostato e liofilizzato, tostato in forno a temperature sui 170-180 °C e macinato molto finemente, fino ad ottenere una polvere simile alla farina. Si usa per preparare velocemente delle bevande aggiungendo acqua o latte caldi. Le bevande vengono anche usate come sostitutivi del caffè.
- Previa trasformazione in malto, l'orzo è impiegato come materia prima nei birrifici per la produzione della birra, e nelle distillerie per la produzione di liquori ad alta gradazione alcolica.
- L'orzata è una bevanda analcolica, un tempo composta da acqua e orzo.

## Zootecnica
Dopo il mais, l'orzo è il principale cereale destinato ad usi zootecnici. In questo caso l'impiego può riguardare la granella tal quale, senza alcun trattamento, oppure come mangime opportunamente trattato. Un impiego di secondaria importanza è l'insilamento, che riguarda in questo caso la pianta intera raccolta a maturazione cerosa.

### Composizione dell'orzo perlato
(I campi vuoti indicano che non sono disponibili i valori relativi a quel nutriente, tuttavia non ne escludono la presenza; quelli che contengono 0,00, invece, indicano la totale assenza di quel nutriente.) 
| Orzo perlato (Valori nutrizionali per 100 g di parte edibile) | Orzo perlato (Valori nutrizionali per 100 g di parte edibile)  |
| ------------------------------------------------------------- | -------------------------------------------------------------- |
| Energia                                                       |                                                                |
| kcal                                                          | 319                                                            |
| kjoule                                                        | 1333                                                           |
| Calorie da proteine                                           | 13 %                                                           |
| Calorie da carboidrati                                        | 83 %                                                           |
| Calorie da grassi                                             | 4 %                                                            |
| Composizione chimica                                          | Quantità                                                       |
| Parte edibile                                                 | 100,00 %                                                       |
| Acqua                                                         | 12,2 g                                                         |
| Proteine                                                      | 10,4 g                                                         |
| Carboidrati                                                   | 70,5 g                                                         |
| di cui...                                                     |                                                                |
| zuccheri solubili                                             | 10,0 g                                                         |
| amido                                                         | 64,1 g                                                         |
| Grassi                                                        | 1,4 g 0,29 (saturi) 0,14 g (monoinsaturi) 0,77 g (polinsaturi) |
| Fibra totale                                                  | 9,24 g 4,41 g (solubile) 4,83 g (insolubile)                   |
| Colesterolo                                                   | 0,00 mg                                                        |
| Alcool                                                        | 0,00 g                                                         |
| Acido Fitico                                                  | 0,48 mg                                                        |
| Vitamine                                                      | Quantità                                                       |
| Tiamina (B1)                                                  | 0,09 mg                                                        |
| Riboflavina (B2)                                              | 0,08 mg                                                        |
| Niacina (B3)                                                  | 3,10 mg                                                        |
| Vitamina A (Retinolo eq.)                                     | 0,00 µg                                                        |
| Vitamina C                                                    | 0,00 mg                                                        |
| Vitamina E                                                    | 0,13 mg                                                        |
| Minerali                                                      | Quantità (mg)                                                  |
| Calcio                                                        | 14                                                             |
| Ferro                                                         | 0,7                                                            |
| Fosforo                                                       | 189                                                            |
| Magnesio                                                      | 79                                                             |
| Potassio                                                      | 120                                                            |
| Rame                                                          | 0,42                                                           |
| Selenio                                                       | 3,77                                                           |
| Zinco                                                         | 2,13                                                           |
| Aminoacidi                                                    | mg                                                             |
| Lisina                                                        | 369                                                            |
| Istidina                                                      | 223                                                            |
| Arginina                                                      | 496                                                            |
| Acido aspartico                                               | 619                                                            |
| Treonina                                                      | 337                                                            |
| Serina                                                        | 418                                                            |
| Acido glutamico                                               | 2588                                                           |
| Prolina                                                       | 1178                                                           |
| Glicina                                                       | 359                                                            |
| Alanina                                                       | 386                                                            |
| Cistina                                                       | 219                                                            |
| Valina                                                        | 486                                                            |
| Metionina                                                     | 190                                                            |
| Isoleucina                                                    | 362                                                            |
| Leucina                                                       | 673                                                            |
| Tirosina                                                      | 284                                                            |
| Fenilalanina                                                  | 556                                                            |
| Triptofano                                                    | 165                                                            |

| Confronto tra orzo mondato e orzo perlato | Confronto tra orzo mondato e orzo perlato | Confronto tra orzo mondato e orzo perlato |
| ----------------------------------------- | ----------------------------------------- | ----------------------------------------- |
| Composizione                              | Orzo mondato                              | Orzo perlato                              |
| acqua (%):                                | 11,0                                      | 12,0                                      |
| proteine (%):                             | 11,0                                      | 10,4                                      |
| lipidi (%):                               | 2,2                                       | 1,4                                       |
| glucidi (%):                              | 73,5                                      | 82,3                                      |
| ferro (mg/100g):                          | 3,5                                       | 1,0                                       |
| calcio (mg/100g):                         | 40,0                                      | 14,0                                      |
| fosforo (mg/100g):                        | 380,0                                     | 190,0                                     |
| tiamina-B1 (="):"                         | 0,3                                       | 0,1                                       |
| riboflavina-B2 (="):"                     | 0,2                                       | 0,1                                       |
| niacina-B3 (="):"                         | 2,5                                       | 3,1                                       |